# Makoua flygplats
Makoua flygplats är en militär och civil flygplats vid orten Makoua i Kongo-Brazzaville. Den ligger i departementet Cuvette, i den centrala delen av landet, 500 km norr om huvudstaden Brazzaville. Makoua flygplats ligger 394 meter över havet. IATA-koden är MKJ och ICAO-koden FCOM. Som militär flygplats betecknas den base aérienne 03/20-Makoua.